# Eupetes macrocerus
La zordala colilarga (Eupetes macrocerus) es una especie de ave paseriforme de la familia Eupetidae que habita en el suelo de los bosques primarios en la península malaya, Sumatra y Borneo, relacionada de forma lejana con las aves australianas semejantes a cuervos. Sus poblaciones se han reducido mucho porque la mayor parte de los bosques primarios de las tierras bajas han sido talados, y los bosques secundarios suelen tener vegetación de sotobosque muy densa o no ofrece suficiente sombra como para ser favorable para la especie. Sin embargo, es aún localmente común en los bosques talados o en los bosques de laderas de colinas, y  probablemente no está en peligro inmediato de extinción.

## Subespecies
- Eupetes  macrocerus macrocerus de la península malaya y Sumatra.
- Eupetes  macrocerus borneensis de Borneo.

## Taxonomía
Las opiniones sobre la ubicación taxonómica correcta del charlatán-rascón han discordado. Hasta recientemente, fue considerada como relacionada con un grupo que incluyen pájaro-látigo y el tordo-codorniz,  y fue ubicada en la familia Cinclosomatidae (y anteriormente en Orthonychidae  o correpalos al igual que los otros miembros de Cinclosomatidae)
Sin embargo, Serle (1952) había resaltado ciertas similitudes entre esta especie y las dos especies de Picathartes (pavos calvos): proporciones similares, posición del nostril, forma de la frente, y de la cola. Basado en estudios moleculares, Jønsson et al (2007) argumenta que Serle se acercó más a la posición correcta de esta especie, ya que Eupetes macrocerus tiene su relación más cercana con los Chaetopidae otra rama temprana de los Passeri. Como tal es más correcto ubicarla en una familia monotípica, Eupetidae. Este es una de las únicas tres familias de aves restringidas a la Región zoogeográfica oriental.